# Nkoumadzap (Mbankomo)
Pour les articles homonymes, voir Nkoumadzap.
Nkoumadzap est un village de la région du Centre au Cameroun, localisé dans la commune de Mbankomo et le département de la Méfou-et-Akono.

## Population
En 1965, Nkoumadzap comptait 198 habitants, principalement des Ewondo.
Lors du recensement de 2005, ce nombre s'élevait à 169.

## Personnalités liées à la communauté
- Jean-Pierre Amougou Belinga (1965-), hommes d'affaires